# Ekonomiåret 1966

## Händelser
- 26 maj - Curt-Steffan Giesecke efterträder Bertil Kugelberg som verkställande direktör för SAF.[1]
- 23 juni - De svenska bankerna beslutar att införa lediga lördagar för sina anställda.[2]
- Okänt datum - 42-årige Krister Wickman utnämns till Sveriges näringslivsminister.[1]
- Okänt datum - Fru Margareta Dahlgren utnämns till direktörsassistent vid SAF:S socialpolitiska sektion och blir därmed första kvinna att få en hög funktionärspost inom SAF.[1]